# Raymond Smillie
Raymond Smillie   (Toronto, 18 de gener de 1904 - Sault Ste. Marie, 21 d'abril de 1993) va ser un esportista canadenc que va competir durant la dècada de 1920. De jove practicà nombrosos esports, futbol, golf, gimnàstica, rem, natació i tennis, però fou com a boxejador on aconseguí els seus principals èxits.
El 1928 va prendre part en els Jocs Olímpics d'Amsterdam, on guanyà la medalla de bronze de la categoria del pes wèlter, en perdre en semifinals contra Raúl Landini i guanyar en el combat per la tercera posició a Robert Galataud.
Poc després dels Joves es va retirar i durant la dècada de 1930 va fer d'àrbitre. Durant la Segona Guerra Mundial va servir amb la Royal Canadian Navy, arribant al rang de tinent.